# Aérodrome de Leknes
L'aérodrome de Leknes ( norvégien : Leknes lufthavn  ; code IATA : LKN • code OACI : ENLK       ) est un aéroport régional norvégien.

## Situation

### Carte des aéroports en Norvège
Carte des principaux aéroports de Norvège (en 2019)
Le Svalbard n'est pas ici en coordonnées géographiques exactes.
| Oslo-Gardermoen Bergen Stavanger Trondheim Tromsø Bodø Sandefjord Moss Kristiansand Ålesund Haugesund Harstad/Narvik Molde Kristiansund Alta Kirkenes Bardufoss Florø Hammerfest Svalbard Plus de 10 millions Plus de 5 millions Plus de 1 million Plus de 0,4 million Moins de 0,4 million Fermé |

## Compagnies et destinations
| Compagnies | Destinations                                                                             |
| ---------- | ---------------------------------------------------------------------------------------- |
| Widerøe    | - Bodø, - Oslo-Gardermoen, - Røst, - Stokmarknes (en), - Svolvaer (Helle) (en), - Tromsø |

## Statistiques
Pour des raisons techniques, il est temporairement impossible d'afficher le graphique qui aurait dû être présenté ici.

Voir la requête brute et les sources sur Wikidata.